# 1841 au théâtre
| Années du théâtre : 1838 - 1839 - 1840 - 1841 - 1842 - 1843 - 1844    |
| Décennies du théâtre : 1810 - 1820 - 1830 - 1840 - 1850 - 1860 - 1870 |

## Pièces de théâtre représentées
- 8 mai : Les Farfadets, ballet-féérie des Frères Cogniard, Paris, théâtre de la Porte-Saint Martin
- 29 décembre : 1841 et 1941 ou Aujourd'hui et dans Cent Ans, revue fantastique des Frères Cogniard et Monsieur Muret, Paris, théâtre de la Porte-Saint Martin

## Naissances
- 23 janvier : Benoît Constant Coquelin, dit Coquelin aîné, acteur français, mort le 27 janvier 1909.

## Décès
- 9 janvier : Claude-Frédéric-Henri Mazoyer, dramaturge français, mort le 1er octobre 1775.
- 20 janvier : Armand Croizette, librettiste et auteur dramatique français, né le 22 avril 1766.